# Coniopteryx dorsicornis
Coniopteryx dorsicornis är en insektsart som beskrevs av V. Johnson 1981. Coniopteryx dorsicornis ingår i släktet Coniopteryx och familjen vaxsländor. Inga underarter finns listade i Catalogue of Life.